# 보리스 사빈코프

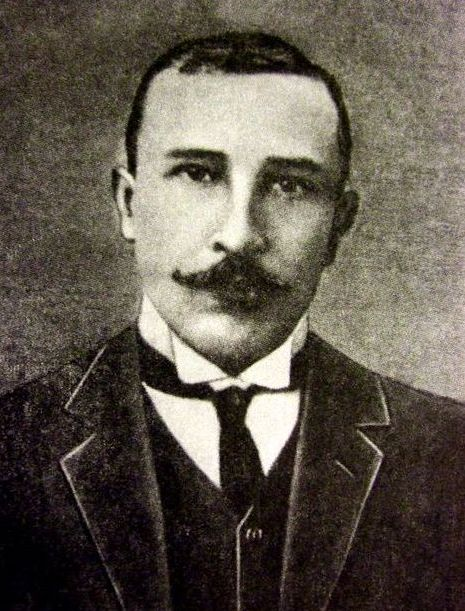

보리스 빅토로비치 사빈코프(러시아어: Бори́с Ви́кторович Са́винков, 1879년 1월 19일 - 1925년 5월 7일)는 러시아의 작가, 혁명가이다. 사회주의혁명당의 투쟁조직의 지도자로서 1904년에서 1905년 사이 러시아 제국 고위 관료 여러 명의 암살을 주도했다.
러시아 혁명 이후 러시아 공화국 임시정부에서 전쟁차관을 맡았다. 볼셰비키가 쿠데타를 일으키자 1920년 외국으로 망명했다. 1924년 귀국하는 모험을 감행하였으나 체포되어 살해 또는 자살하였다.

## 같이 보기
- 예브노 아제프